# Gurgltal (zijdal van Oberinntal)
Het Gurgltal is een breed, noordelijk zijdal van het Oberinntal in de Oostenrijkse deelstaat Tirol dat reikt van Nassereith tot aan Imst over een afstand van ongeveer tien km. Het wordt doorstroomd door de Gurglbach, ook wel Bigerbach genoemd, die bij Imst in de Inn uitmondt. Het dal werd in de ijstijd uitgeschuurd door een zijarm van de Inntalgletjser, die tot bij Garmisch-Partenkirchen reikte. Het dal maakte in de Romeinse tijd deel uit van het traject over de Fernpas en de Reschenpas (of Resiapas), de Via Claudia Augusta. Het dalbekken heeft voornamelijk een weidefunctie, gekenmerkt door het grote aantal verspreide hooistapels.
Het dalbekken was ooit een uitgestrekt moerasgebied en ook nu zijn er enkele modderpoelen en vochtige graslanden te vinden. Dit cultuurlandschap biedt talrijke plantensoorten en vogels een levensruimte en heeft de cultivering door mens grotendeels doorstaan. 